# Oana Nechiti
Oana Andreea Nechiti (* 23. Februar 1988 in Timișoara) ist eine rumänische Tänzerin und Choreografin in den Sparten Standard- und Lateinamerikanische Tänze. Sie wurde als Profitänzerin in der deutschen Ausgabe von Let’s Dance bekannt.

## Privates
Nechiti wuchs als zweite Tochter eines Rechtsanwalts und einer Sekretärin in Timișoara auf. Anfang 2009 lernte sie während eines beruflichen Projekts Erich Klann kennen. Im August 2011 verließ Nechiti Rumänien und zog mit Klann nach Paderborn. Das Paar hat zwei Söhne (* 2012, * 2022).

## Karriere
In Rumänien gehörte Nechiti seit ihrem vierzehnten Lebensjahr zum Nationalkader und erreichte jedes Jahr das Finale der nationalen Meisterschaften in den Lateintänzen. 2003, 2007 und 2008 vertrat sie Rumänien bei den Weltmeisterschaften. Von 2004 bis 2008 besuchte sie die Schauspiel- und Choreografieschule in Timișoara. Sie begann danach ein Medizinstudium, das sie zu Gunsten ihrer Karriere als Choreografin, Trainerin und Tänzerin abbrach.
Im Februar 2010 begann sie eine gemeinsame Tanzkarriere mit ihrem Lebensgefährten Erich Klann. Das Paar erreichte 2010 den dritten Platz bei der Landesmeisterschaft Nordrhein-Westfalen und den vierten Platz bei der World Trophy in den Niederlanden. Seit 2017 betreibt Nechiti mit Klann eine Tanzschule. Außerdem sind sie Tanzlehrer in drei Tanzsportvereinen in Kassel, Warburg und Paderborn. 2016 übernahm Nechiti in dem Tanzfilm Trieb – Tanzen heisst Leben, in dem sie die Hauptrolle an der Seite von Eric Stehfest spielte, der auch Regie führte. 2019 und 2020 war Nechiti Jurymitglied bei der Castingshow Deutschland sucht den Superstar.

### Let’s Dance
Einem breiteren Publikum wurde Nechiti 2013 als Tanzpartnerin von Jürgen Milski in der sechsten Staffel der Tanzshow Let’s Dance bekannt. Das Paar erreichte Platz sechs. 2014 bekam sie den Ex-Freistilringer Alexander Leipold als Tanzpartner zugeteilt. Das Paar schied nach der fünften Runde aus. 2015 war ihr Tanzpartner der Schauspieler Ralf Bauer, der die Sendung aus gesundheitlichen Gründen nach der siebten Folge verließ. 2016 tanzte Nechiti mit dem Schauspieler Eric Stehfest auf Platz vier. 2017 erreichte sie mit dem Komiker Faisal Kawusi Rang fünf. 2018 war ihr Tanzpartner Bela Klentze, der nach der achten Folge aufgrund einer Verletzung nicht weiter trainieren konnte.
Oana Nechiti bei Let’s Dance
| Staffel (Jahr) | Partner           | Platzierung                     |
| -------------- | ----------------- | ------------------------------- |
| 6 (2013)       | Jürgen Milski     | 6.                              |
| 7 (2014)       | Alexander Leipold | 6.                              |
| 8 (2015)       | Ralf Bauer        | 8. (krankheitsbedingte Aufgabe) |
| 9 (2016)       | Eric Stehfest     | 4.                              |
| 10 (2017)      | Faisal Kawusi     | 5.                              |
| 11 (2018)      | Bela Klentze      | 7. (krankheitsbedingte Aufgabe) |

Nechiti nahm außerdem an den Let’s-Dance-Ablegern Weihnachts-Special 2013, Die große Profi-Challenge und Llambis Tanzduell teil.

## Filmografie
- 2013–2018: Let’s Dance (Profitänzerin)
- 2016: Trieb – Tanzen heisst Leben (Hauptrolle als Christin)
- 2019–2020: Deutschland sucht den Superstar (Staffel 16 und 17, Jurorin, Castingshow)
- 2024: Die Verräter – Vertraue Niemandem! (Kandidatin, Spielshow) (Gewinnerin)